# ميخائيل هاردي
ميخائيل هاردي (30 يوليو 1929 في المملكة المتحدة - 19 فبراير 1992 في المملكة المتحدة) (بالإنجليزية: Michael Hardy)‏ هو لاعب كريكت بريطاني. لعب مع Buckinghamshire County Cricket Club ‏.

## وصلات خارجية
- ميخائيل هاردي على موقع إي آس بي آن كريك إنفو (الإنجليزية)